# Boros unicolor
Boros unicolor är en skalbaggsart som beskrevs av Thomas Say 1827. Boros unicolor ingår i släktet Boros och familjen skuggbaggar. Inga underarter finns listade i Catalogue of Life.